# Philipp Rösler
Philipp Rösler (Sóc Trăng, Dél-Vietnam, 1973. február 24. –) német orvos, politikus, 2011 és 2013 között német alkancellár és a Német Szabaddemokrata Párt elnöke.

## Élete
A Rösler házaspár örökbe fogadta a kilenc hónapos fiút.
2003 és 2009 között az alsó-szászországi tartományi parlament (Landtag) képviselője volt.